# Mimeryssamena besucheti
Mimeryssamena besucheti är en skalbaggsart som beskrevs av Stefan von Breuning 1971. Mimeryssamena besucheti ingår i släktet Mimeryssamena och familjen långhorningar. Inga underarter finns listade i Catalogue of Life.